# کوریبانت‌ها

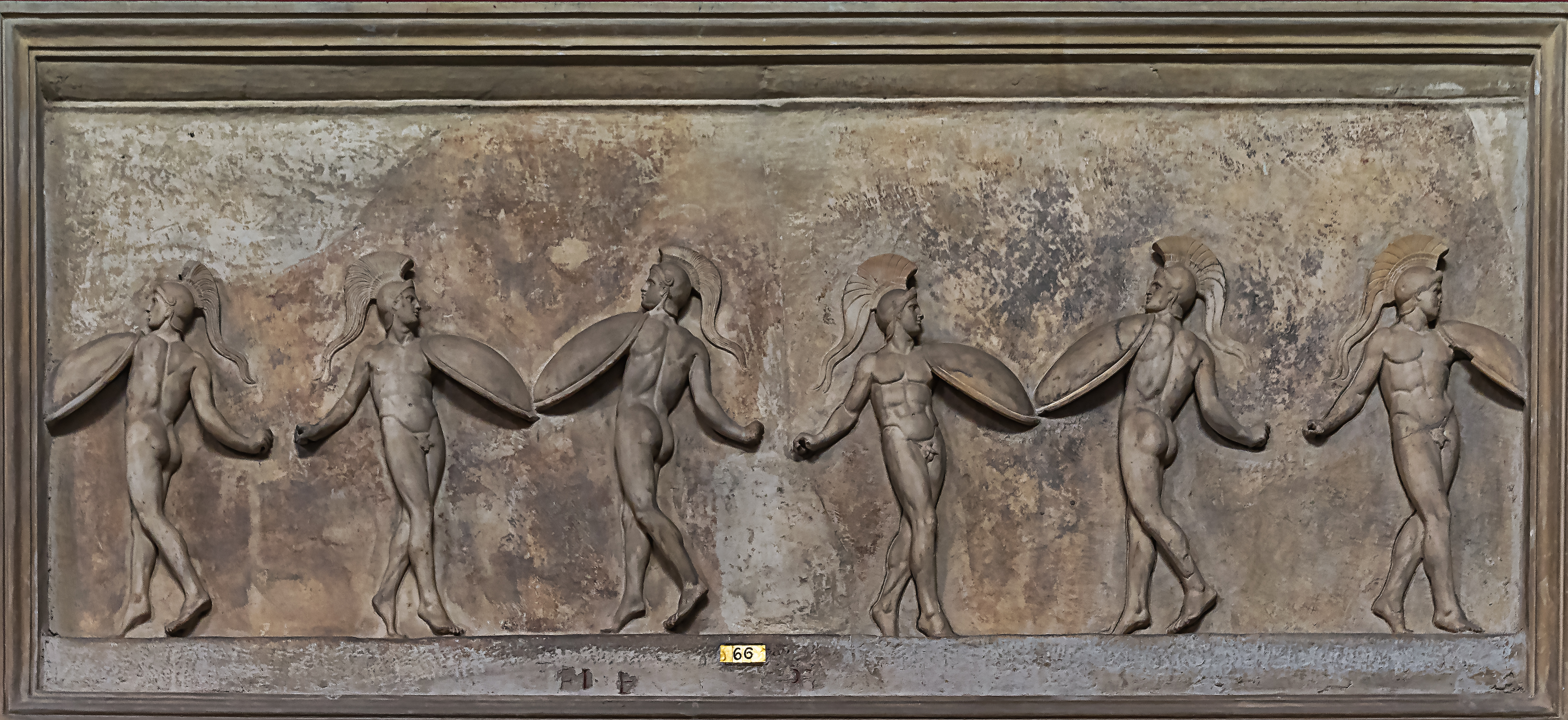
نقش‌برجسته رومی از رقص کوریبانت‌ها (موزه‌های واتیکان ۳۲۱)

کوریبانت‌ها یا کوریبانتس (یونانی باستان: Κορύβαντες؛ انگلیسی: Korybantes) از اساطیر یونان باستان و رقصندگان مسلح و کاکلی بودند که با طبل زدن و رقصیدن، الهه فریگیایی، سیبل را پرستش می‌کردند. آن‌ها همچنین در فریگیه کوربانتس نامیده می‌شوند.
کوریبانت‌ها فرزندان آپولون و موز الهه تالیا یا آپولون و نیمف رِتیا بودند. یک روایت نسب آن‌ها را به زئوس و کالیوپه، یا به هلیوس و آتنا، یا به کرونوس گواهی می‌دهد.